# Ameide (Helmond)
De Ameide was de stadsgracht van de stad Helmond. Hij behoorde bij de omstreeks 1400 aangelegde stadsomwalling. Deze gracht ontving haar water van de Aa.
Door de groei van de stad, die nog geen rioolwaterzuiveringsinstallaties kende, en daarnaast door de lozingen van tal van vervuilende industrieën, werd deze gracht steeds meer tot een open riool, dat midden in de stad was gelegen.
In 1902 werd, vanwege gevaar voor de volksgezondheid, de Ameide overkluisd en daarmee tot een ondergronds riool. Over de voormalige waterloop werden nieuwe straten aangelegd, namelijk de Noord-Koninginnewal, de Zuid-Koninginnewal en de Watermolenwal.